# Aphaniosoma socium
Aphaniosoma socium är en tvåvingeart som beskrevs av Collin 1949. Aphaniosoma socium ingår i släktet Aphaniosoma och familjen gulflugor. Inga underarter finns listade i Catalogue of Life.